# Cerkno (smučarski center)
Smučarski center Cerkno se nahaja na Črnem Vrhu (1291 m), na meji med Gorenjsko in Primorsko in ima cestne povezave z obeh strani. Razprostira se na cca. 70 hektarjih na nadmorski višini med 800 in 1300 metrov in je 10 kilometrov oddaljeno od centra Cerknega, po katerem nosi ime. Zaradi sorazmerno novih smučarskih naprav velja za eno najmodernejših smučišč v Sloveniji. Urejeno ima umetno zasneževanje ter veliko restavracijo pri zgornji postaji šestsedežnice Počivalo.
Smučišče deluje od leta 1984, sprva le z dvema sidrnima žičnicama.
Zadnja leta pa je vse manj snega in zato so stroški za smučanje večji (izdelovanje umetnega snega)

### Oddaljenost od večjih krajev
- Cerkno 10 km,
- Ljubljana 55 km,
- Nova Gorica 70 km,
- Koper 140 km.

## Smučarske naprave
| ime      | opis            |
| -------- | --------------- |
| Brdo     | štirisedežnica  |
| Davča    | štirisedežnica  |
| Počivalo | šestsedežnica   |
| Lom      | šestsedežnica   |
| Grič     | dvosedežnica    |
| Dolina   | vlečnica        |
| Lom      | sidrna vlečnica |

## Smučarske proge
| Ime proge    | dolžina | viš. razlika | naklon | težavnost     |
| Grič 1       | 925m    | 116m         | 12,1%  | zelo lahka    |
| Dolina 2     | 324m    | 71m          | 22,5%  | zelo lahka    |
| Lom 3        | 722m    | 162          | 23,1%  | težka         |
| Lom 4        | 892m    | 162m         | 18,6%  | lahka         |
| Počivalo 5   | 1983m   | 330m         | 16,9%  | lahka         |
| Brdo 6       | 1930m   | 326m         | 17,2%  | lahka         |
| Brdo 7       | 1082m   | 240m         | 22,2%  | srednje težka |
| Gozd-Davča 8 | 559m    | 160m         | 30,2%  | težka         |
| Davča-Lom 9  | 1649m   | 290m         | 18,1%  | srednje težka |

## Zunanjeovezave
- Domača stran SC Cerkno
- Trenutne vremenske razmere na smučišču! (Snežni telefon)